# تپه قلعه کولک ۱
تپه قلعه کولک ۱ مربوط به دوره اشکانیان - دوره ساسانیان است و در شهرستان هیرمند، بخش قرقری، دهستان قرقری، جاده خاکی روستای ملانور محمد به قلعه کولک، ۱/۹ کیلومتری جاده آسفالته واقع شده و این اثر در تاریخ ۲۶ اسفند ۱۳۸۶ با شمارهٔ ثبت ۲۲۲۴۶ به‌عنوان یکی از آثار ملی ایران به ثبت رسیده است.